# Serialismus
Serialismus je kompoziční technika, založená na uspořádání (zvaném řada nebo serie) výšek, délek, stupňů dynamiky, barev, způsobů hry, rytmické struktury apod. Uspořádání podle serijních pravidel má vést ke konsistenci a vnitřnímu řádu kompozice.
Serialismus lze pokládat za zobecnění dodekafonie. Milton Babbitt rozšířil dodekafonické principy, původně použité pro tónové výšky, též na rytmickou strukturu tak, že intervalům mezi tóny přiřadil časové intervaly. Později byly aplikovány podobné principy také na další parametry jako je dynamika, zvuková barva, změny tempa apod. a též na celkovou formální organizaci skladby.
Někdy je termínem serialismus označováno použití dodekafonických postupů, jako multiserialismus se pak označuje využití serijní organizace pro více hudebních parametrů současně. Jako totální nebo integrální serialismus je označována snaha aplikovat serijní organizaci na všech formálních úrovních kompozice.
V období kolem poloviny 20. století se stal serialismus jednou z hlavních používaných technik a serialistické skladby lze najít u mnoha významných skladatelů z tohoto období. K nejznámějším z nich patří Olivier Messiaen, Pierre Boulez, Karlheinz Stockhausen, Igor Stravinskij, Benjamin Britten, Arvo Pärt, Alfred Schnittke, Aaron Copland, Elliott Carter, George Perle, Dmitrij Šostakovič, Witold Lutosławski a mnoho dalších. Kromě vážné hudby se serialistické postupy objevily i v jazzu.
Serialistické skladby se velice odlišují od skladeb tradičních. Systém vnitřního uspořádání skladby často posluchač není schopen postřehnout a hudba mnohdy působí chaotickým dojmem. Jako reakce na komplikovanou a obtížně uchopitelnou serialistickou hudbu vznikl minimalismus.